# El niño (Alberto Fortis)
| Recensione              | Giudizio |
| ----------------------- | -------- |
| Dizionario del Pop-Rock | [ 1 ]    |
| 24.000 dischi           | [ 2 ]    |

El niño è il quinto album in studio di Alberto Fortis, pubblicato dalla Philips nel 1984.

## Tracce
Lato A
Testi e musiche di Alberto Fortis.
1. Brian Francisco – 5:00
2. Plastic Mexico – 6:05
3. Terra 20000 – 5:28
4. Jane – 4:27

Durata totale: 21:00
Lato B
Testi e musiche di Alberto Fortis.
1. Svegliati amore con me – 4:35
2. La sedia elettrica – 4:38
3. Marion – 4:24
4. Hey Mama – 6:58

Durata totale: 20:35

## Musicisti
- Alberto Fortis - voce, batteria, pianoforte, tastiera, percussioni
- Claudio Dentes - basso, chitarra elettrica, chitarra acustica
- Harold Lynn - batteria (brano: Terra 20000)
- Demo Morselli - tromba sezione (brani: Plastic Mexico, Jane, La sedia elettrica e Marion), flicorno solo (brano: Hey Mama)
- Claudio Pascoli - sax sezione (brani: Plastic Mexico, Jane, La sedia elettrica e Marion)
- Paolo Severi - sax solo (brani: Brian Francisco, Plastic Mexico e Terra 20000)
- Linda Wesley - cori (brani: Terra 20000, La sedia elettrica e Marion)
- Ruggero e Anna Faggioni - coro bambini (brano: La sedia elettrica)
- Maurizio Vandelli - cori (brano: Jane)

Note aggiuntive
- Alberto Fortis e Claudio Dentes - produttori, arrangiamenti
- Claudio Dentes - produttore esecutivo
- Lucio Fabbri - arrangiamento e direzione orchestrale (brani: Hey Mama e Terra 20000)
- Lucio Fabbri - direzione quartetto d'archi (brano: Svegliati amore con me)
- Registrato negli studi Psycho (Milano) da Claudio Dentes e al Moon Base da Maurizio Vandelli
- Orchestra registrata nello Studio Regson da Paolo Bocchi
- Mixato al Idea Studio di Milano (Crayg Milliner e Claudio Dentes)
- Cutting eseguito da Arun Chakraverty al Master Room Studio, 59 Riding House, London
- Copertina realizzata dallo Studio Convertino su idea di Alberto Fortis
- Guido Harari - foto[4]